# الحجاجية المستجدة
قرية الحجاجية المستجدة هي إحدى القرى التابعة لمركز فاقوس في محافظة الشرقية في جمهورية مصر العربية. حسب إحصاءات سنة 2006، بلغ إجمالي السكان في الحجاجية المستجدة 8888 نسمة، منهم 4495 رجل و4393 امرأة.